# Хардиквест, Луи
Луи Хардиквест (нидерл. Louis Hardiquest; 15 декабря 1910, коммуна Хугарден, провинция Фламандский Брабант, Бельгия — 20 января 1991, там же) — бельгийский профессиональный шоссейный велогонщик, выступавший с 1932 по 1940 год. Победитель Тура Фландрии-1936.

## Достижения
1932
1-й — Этап 1 Вуэльта Каталонии
3-й Чемпионат Бельгии по циклокроссу
1933
2-й Париж — Ницца
2-й Схелдепрейс
3-й Тур Воклюза
1934
1-й Circuit du Morbihan
8-й Париж — Рубе
10-й Париж — Брюссель
1935
1-й Париж — Бельфор
1-й — Этап 1 Tour de l'Ouest
2-й Париж — Брюссель
2-й Circuit de Paris
3-й Льеж — Бастонь — Льеж
1936
1-й Тур Фландрии
1-й — Этап 8 Tour de l'Ouest
2-й Чемпионат Бельгии в групповой гонке
3-й Париж — Брюссель
6-й Льеж — Бастонь — Льеж
1937
3-й Париж — Лимож
3-й Тур Фландрии
1938
2-й Париж — Рубе
2-й Circuit de Paris
2-й Гран-при Зоттегема
4-й Тур Фландрии
9-й Льеж — Бастонь — Льеж
1939
2-й Гран-при Вилворде

## Статистика выступлений

### Гранд-туры
| Гранд-тур      | 1933 | 1934 | 1935 |
| -------------- | ---- | ---- | ---- |
| Джиро д’Италия | —    | —    | —    |
| Тур де Франс   | НФ   | НФ   | НФ   |

| —  | Не участвовал  |
| НФ | Не финишировал |